# Monika Auweter-Kurtz
Monika Auweter-Kurtz (* 29. Juli 1950 in Stuttgart) ist eine deutsche Physikerin. Sie ist Hochschullehrerin, Raumfahrtexpertin und ehemalige Präsidentin der Universität Hamburg.

## Leben
Auweter-Kurtz studierte Physik und arbeitet zunächst als Physiklehrerin am Gymnasium. 1985 wurde sie dann in den Ingenieurwissenschaften promoviert an der Universität Stuttgart, 1991 habilitierte sie sich dort mit ihrer Arbeit zum Thema „Lichtbogenantriebe für Weltraumaufgaben“ und wurde 1992 zur Professorin für Raumtransporttechnologie berufen. 1997/1998 war sie Prodekanin und 1998–2000 Dekanin der Fakultät für Raumfahrttechnik der Universität Stuttgart. 2006 wurde sie zur Präsidentin der Universität Hamburg gewählt und im Oktober 2007 auch als Professorin an die Universität Hamburg berufen. Aufgrund schwindenden Rückhalts unter den Professoren der Universität und Druck aus der Politik trat sie am 8. Juli 2009 als Präsidentin zurück. Seit November 2010 ist sie Direktorin der German Aerospace Academy (ASA) in Böblingen.
Die wissenschaftlichen Schwerpunkte von Monika Auweter-Kurtz sind elektrische Raumfahrtantriebe, Wiedereintrittstechnologie, Plasmatechnologie, Eintritt in die Atmosphären anderer Himmelskörper, Magnetohydrodynamik, Aerothermodynamik, Messverfahren für strömende Plasmen, Plasmamodellierung und numerische Simulation sowie Sensorentwicklung für Flug- und Hochtemperaturanwendungen.

## Kritik
Kritik an Auweter-Kurtz wurde bereits vor ihrer Wahl zur Universitäts-Präsidentin geübt. Ihr wurde von Studenten vorgeworfen, als Raketenwissenschaftlerin unter anderem mit der Rüstungsindustrie zusammenzuarbeiten; AStA-Mitglieder stellten sich hinter sie.
Die Boulevardpresse und Kritiker unter den Studenten prägten den Spitznamen „Raketen-Moni“.
2007 soll Auweter-Kurtz nach einem kritischen Fernsehbeitrag im ARD-Politmagazin Monitor einen sogenannten Maulkorb-Erlass durchgesetzt haben, nach dem sich das Universitätspersonal bei Anfragen von Journalisten ohne Rückfrage bei der Universitäts-Pressestelle nach Möglichkeit nicht mehr äußern solle. Einer in dem Beitrag aufgetretenen Dozentin wurde wenig später der Lehrauftrag entzogen.
Im Mai 2009 kam Auweter-Kurtz in die Kritik, nachdem sie sich gegen die Bestätigung des Dekans der geisteswissenschaftlichen Fakultät der Universität Hamburg, den Theologen Hans-Martin Gutmann, ausgesprochen hatte. Gutmann wurde am 6. Mai einstimmig zum neuen Dekan gewählt. Die Bestätigung der Dekane durch das Präsidium der Universität ist durch das Hochschulgesetz des ehemaligen Senators Jörg Dräger aus dem Jahre 2003 vorgesehen.
In einem Aufruf forderten daraufhin 120 Professoren der Universität die Abwahl von Auweter-Kurtz, da sich unter ihr die Hochschule „zu einer autoritär geführten Einrichtung entwickelt“ habe. Auch fünf der sechs Dekane äußerten sich kritisch.
Am 25. Juni stimmten fünf der sechs Dekane (der Dekan der medizinischen Fakultät war nicht anwesend) mit 4:1 für eine Abwahl von Auweter-Kurtz als Uni-Präsidentin. Am 3. Juli 2009 wurde ihr vorzeitiges Ausscheiden aus dem Amt durch einen Aufhebungsvertrag bekannt.

## Auszeichnungen
1999 erhielt Monika Auweter-Kurtz das Bundesverdienstkreuz, am 3. Oktober 2006 das Bundesverdienstkreuz Erster Klasse.
Im Oktober 2009 wurde sie mit der Stuhlinger-Medaille ausgezeichnet, der höchsten internationalen Auszeichnung für Forscher im Bereich elektrischer Raumfahrtantriebe. 2009 wurde Auweter-Kurtz in die US-amerikanische National Academy of Engineering aufgenommen. Dabei wurde ihre Entwicklung von elektrischen Antrieben und Wiedereintrittstechnologie in der Weltraumfahrt hervorgehoben sowie Lehre in der Luftfahrt.